# Толстеньов Володимир Олександрович
Володимир Олександрович Толстеньов (20 лютого 1933, місто Луганськ, тепер Луганської області — ?) — український радянський діяч, наладчик Луганського тепловозобудівного заводу Луганської області. Депутат Верховної Ради СРСР 7—8-го скликань.

## Життєпис
Народився в родині робітника-чеканника Луганського паровозобудівного заводу в селищі Мала Вергунка (частина міста Луганська). Закінчив семирічну школу.
У 1949—1952 роках — учень слюсаря, слюсар ремонтно-механічного цеху Ворошиловградського тепловозобудівного заводу Ворошиловградської області.
У 1952—1955 роках — служба в Радянській армії.
У 1955—1967 роках — слюсар-складальник, бригадир слюсарів кузовного цеху, з 1967 року — наладчик Луганського (Ворошиловградського) тепловозобудівного заводу імені Жовтневої революції Луганської (Ворошиловградської) області.
Без відриву від виробництва у 1971 році закінчив Луганський вечірній машинобудівний технікум.
Потім — на пенсії в місті Луганську.

## Нагороди
- медаль «За трудову відзнаку» (1966)
- медаль «За доблесну працю. В ознаменування 100-річчя з дня народження Володимира Ілліча Леніна» (1970)
- знак «Відмінник соціалістичного змагання Української РСР»
- Почесні грамоти ЦК ВЛКСМ